# Tineoidea
Tineoidea, nadporodica moljaca iz reda Lepidoptera. Sastoji se od pet porodica, Acrolophidae, Arrhenophanidae, Eriocottidae, Psychidae (kesicari) i Tineidae (pravi moljci). Svih zajedno ima blizu 4000 vrsta.
Porodica Lypusidae koju neki svrstavaju u ovu nadporodicu možda je predstavnik nadporodice Gelechioidea.
Acrolophus corticinocolor je vrsta moljaca koja se može pronaći na Kostarici.